# Cyril Baleton
 (juin 2016).
Cyril Baleton est un violoniste et arrangeur musical français, membre de l'Orchestre philharmonique de Radio France.

## Formation
Cyril Baleton commence le violon à l'âge de 6 ans au conservatoire de Nîmes, dans la classe de Jacques Nottelet puis d'Elisabeth Degrenand. Il y obtient en 1998 la Médaille d'or de violon, le premier prix de musique de chambre ainsi que le Grand Prix de la ville de Nîmes.
Il continue sa formation en région parisienne auprès de Gérard Jarry et Roland Daugareil, puis au CNR de Boulogne-Billancourt dans la classe de Christophe Poiget, où il obtient un premier prix de violon en juin 2001. Il intègre ensuite le Conservatoire national supérieur de musique et de danse de Paris dans la classe d'Olivier Charlier et Joanna Matkowska, où il obtient en 2004 un premier prix de violon avec mention "très bien à l'unanimité".[réf. nécessaire]
Parallèlement, il se perfectionne en musique de chambre au CNSMDP auprès de Pierre-Laurent Aimard et Daria Hovora.

## Carrière
En 2003, Cyril rejoint l'Orchestre philharmonique de Radio France  où il joue sous la direction de chefs tels que Myung-Whun Chung, Pierre Boulez, Mikko Franck,  Daniel Harding, Esa-Pekka Salonen... 
En 2003 il rejoint le Ciné-Trio aux côtés de Philippe Barbey-Lallia (piano) et Timothée Oudinot (hautbois),,.
De  2005 à 2008, il joue au sein du Paris Mozart Trio et se produit en France et en Asie.
Cyril Baleton se produit régulièrement en soliste, notamment avec l'Orchestre Cinématographique de Paris et l'Académie de la Chapelle royale de Dreux. Il se produit tous les étés en musique de chambre à l'occasion du Festival des Chapelles sur l'Ile de Groix. 
En 2017, il rejoint Tanguísimo, Orchestre de Tango Argentin. 
Cyril Baleton est professeur de violon au sein de l'Académie d'été de musique à Groix et au Conservatoire du 12e arrondissement de Paris. 

## Discographie
- 2007 (avec le Paris Mozart Trio) - « Sérénade »
- 2013 (avec le Ciné-Trio) - « Ciné-Trio #1 » Production Musique et Toile
- 2015 (avec le Ciné-Trio) - « Ciné-Trio #2 » Production Musique et Toile
- 2017 (avec le Ciné-Trio) - « Ciné-Trio #3 » Production Musique et Toile
- 2021 (avec le Ciné-Trio) - « Ennio Morricone » Production Musique et Toile
- 2022 (avec le Ciné-Trio) - « Made in Japan » Production Musique et Toile
- 2022 (avec le Ciné-Trio) - « Cartoons » Production Musique et Toile

## Instrument
Cyril Baleton joue depuis 2002 un violon de Jacques Boquay datant de 1721. 